# Шишкин, Степан Иванович

Бюст на аллее Героев в городе Пласт

Степа́н Ива́нович Ши́шкин (21 ноября [4 декабря] 1905, Белоярское, Оренбургская губерния — 25 ноября 1949, Пласт, Челябинская область) — участник Великой Отечественной войны, полный кавалер ордена Славы, гвардии старшина. После войны работал техническим руководителем старательской артели, начальником шахты им. Фрунзе.

## Биография
Родился 21 ноября (4 декабря) 1905 года в семье рабочего в селе Белоярском Белоярской волости Челябинского уезда Оренбургской губернии. До 20 апреля 1930 года село входило в состав Миасского района Уральской области, ныне село — административный центр Белоярского сельсовета Щучанского района Курганской области. Русский.
С 1910 года жил в городе Челябинске, окончил 6 классов. В 1926—1928 годах проходил срочную службу в Рабоче-крестьянской Красной Армии. После демобилизации жил в городе Пласт Кочкарского района Челябинской области. Работал сменным мастером на шахте им. Фрунзе Северного рудника треста «Кочкарьзолото».
В марте 1943 года, несмотря на бронь, добровольцем вступил в Рабоче-крестьянскую Красную Армию. Был зачислен в формирующийся в городе Челябинске 30-й Уральский добровольческий танковый корпус. С учётом профессиональных навыков подрывника был зачислен в отдельную инженерно-минную роту.
Боевое крещение получил в августе 1943 года в боях на Орловско-Брянском направлении в составе мотострелковой бригады Уральского танкового корпуса. Лично обезвредил несколько противотанковых мин. За участие в этих боях танковый корпус стал 10-м гвардейским. В составе этой части прошёл весь боевой путь, воевал на Брянском и 1-м Украинском фронтах.
Член ВКП(б) с 1944 года.
В сентябре 1943 года на подступах к городу Унеча помощник командира взвода инженерно-минной роты 30-й мотострелковой бригады старший сержант Шишкин со своим отделением под огнём противника обезвредил минное поле. На прерывая боевой работы, сапёры отразили семь вражеских атак и очистили путь для штурма города. В дальнейшем отделение Шишкина построило переправу через реку Ипуть, быстро и без потерь. За эти бои был награждён орденом Красной Звезды.
7 марта 1944 года у станции Фридриховка гвардии старший сержант Шишкин с подчинёнными установил мины, на которых подорвался тяжёлый танк «тигр». Приказом по войскам 10-го гвардейского танкового корпуса от 22 июня 1944 года гвардии старший сержант Шишкин Степан Иванович награждён орденом Славы 3-й степени.
К началу 1945 года гвардии старшина Шишкин был уже помощником командира взвода той же отдельной инженерно-минной роты 29-й гвардейской мотострелковой бригады. 20 января 1945 года группа сапёров во главе с Шишкиным в составе передового танкового отряда гвардии лейтенанта Юдина участвовала в рейде к реке Варта. Гвардейцы с ходу ворвались на мост и уничтожили охрану, во время боя сапёры Шишкина обезвредили фугасы и разминировали мост. Затем сапёры вместе с автоматчиками и танкистами в течение нескольких часов удерживали мост до подхода основных сил. Действия передового отряда позволили выйти к реке Одер на пять суток раньше срока, установленного командующим фронтом.
24 января первые танковые подразделения корпуса вышли к Одеру в 7 км южнее города Штейнау. И снова сапёры были в деле, находясь по несколько часов в ледяной воде под огнём противника, навели переправу длиной 120 м. 26 января в составе штурмовой группы гвардии старшина Шишкин атаковал вражеские огневые точки, из которых 3 подавил; участвовал в восстановлении разрушенных участков переправы. После этих боёв простудился и тяжело заболел.
Приказом по войскам 4-й гвардейской танковой армии от 20 февраля 1944 года гвардии старшина Шишкин Степан Иванович награждён орденом Славы 2-й степени.
В марте вернулся в свою часть. Участвовал в боях на землях Польши и Германии. 17 марта 1945 года бою у села Вальтдорф, действуя в составе штурмовой группы, гвардии старшина Шишкин продвинулся к реке Нейсе и прикрывал действие переправы огнём из личного оружия. Командуя взводом, в течение дня отражал контратаки врага, лично уничтожил более 10 противников. Был тяжело ранен в голову, но не оставил поле боя до подхода основных сил.
Указом Президиума Верховного Совета СССР от 27 июня 1945 года за образцовое выполнение заданий командования гвардии старшина Шишкин Степан Иванович награждён орденом Славы 1-й степени. Стал полным кавалером ордена Славы.
В июне 1945 года был демобилизован. Вернулся в родные края. Работал техническим руководителем старательской артели, начальником шахты им. Фрунзе, затем сменным мастером.
Скончался 25 ноября 1949 года в городе Пласт Кочкарского района Челябинской области, ныне город — административный центр Пластовского городского поселения и Пластовского района той же области. Похоронен на кладбище города Пласт.

## Награды
- Орден Отечественной войны II степени, 18 марта 1945 года[3]
- Орден Красной Звезды, 27 октября 1943 года[4]
- Орден Славы I степени, 27 июня 1945 года[5][6][7]
- Орден Славы II степени № 26318, 20 февраля 1945 года[8]
- Орден Славы III степени № 11580, 22 июня 1944 года[9]
- Медаль «За отвагу», 31 августа 1944 год[10]
- Медаль «За победу над Германией в Великой Отечественной войне 1941—1945 гг.»
- Медаль «За освобождение Праги»

## Память
- Бюст установлен на Аллее Героев центральной площади по улице Октябрьской в городе Пласт Челябинской области
- Бюст установлен в народном музее города Пласт.

## Семья
Был женат на Шишкиной (Брюхановой) Нине Михайловне. У них две дочери: Тамара Шибакина (род. 1934) и Валентина (род. 1936).